# Ley Paccionada Navarra

Escudo de Navarra

Se conoce como Ley Paccionada o Ley de Modificación de Fueros de la Provincia de Navarra a la norma legal aprobada por las Cortes Generales de España el 16 de agosto de 1841, durante la regencia de Baldomero Espartero. Mediante dicha norma se extendió a Navarra la organización política y judicial vigente en el resto de España, dejando solo un sistema de autonomía económico-administrativa para la provincia ejercido por la Diputación Foral de Navarra. 
La denominación de "paccionada" alude al hecho de que su elaboración se hizo de acuerdo al procedimiento derivado del compromiso ofrecido en el llamado Abrazo de Vergara por el general Baldomero Espartero a la finalización de la Primera Guerra Carlista. Este compromiso se concretó en la Ley de Confirmación de Fueros de 1839, que establecía que tan pronto como la situación lo permitiera se introducirían las modificaciones que en la legislación privativa de Navarra requería el estado constitucional, oyendo antes a las autoridades forales navarras.
La Ley Paccionada ha sido el sustento del régimen económico-administrativo especial del que ha venido disfrutando Navarra desde 1841, permaneciendo en la actualidad formalmente vigente siendo un derecho histórico reconocido por el Amejoramiento del Fuero, texto este que en su disposición final afirma su vigencia salvo en lo que se oponga a lo establecido por el propio Amejoramiento.

## Origen
La derrota de las armas carlistas en la primera guerra civil de tal nombre se había sellado con el convenio conocido como Abrazo de Vergara firmado en Oñate el 29 de agosto de 1839 entre el general del ejército liberal Baldomero Espartero y el del ejército carlista Rafael Maroto y hecho público en Vergara delante de las tropas de ambos bandos dos días después.
En dicho convenio se recogían una serie de compromisos relativos a la liberación de los prisioneros de guerra, el respeto y reconocimiento a los grados de oficialía del ejército carlista, la integración de los soldados del ejército carlista en el ejército liberal, así como determinadas medidas relativas a la suerte de huérfanos y viudas. Así mismo, recogía como principal estipulación de carácter político que el propio general liberal recomendaría con interés al gobierno de la monarquía el mantenimiento de los fueros de las provincias Vascongadas y de Navarra, territorios éstos en los que junto a Aragón y en Cataluña el apoyo a la causa carlista había sido especialmente significado y cuya defensa del sistema foral había sido una de las banderas del carlismo.[cita requerida]
Apenas dos meses después de firmado, ese compromiso en relación con los fueros de Navarra y de las provincias vascas fue convertido en ley y sancionado por la reina Isabel II en la Ley de Confirmación de Fueros de 25 de octubre de 1839. Dicha norma establecía que se confirmaban los fueros de Navarra y las Provincias Vascongadas. No obstante, se preveía la necesidad de iniciar modificaciones legislativas que culminaran en la plena adecuación al sistema constitucional del régimen legal de las instituciones de estos territorios.
Suprimidos, junto con el resto de instituciones del Antiguo Régimen en España, Diputación del Reino y el Consejo Real de Navarra, la provincia estuvo representada en el procedimiento de elaboración de la ley por la Diputación Provincial de Navarra, integrada principalmente por personalidades de la burguesía liberal navarra.
Finalizado el proceso, en las que alcanzaría especial protagonismo José Yanguas y Miranda a la sazón secretario de la Diputación Provincial de Navarra, se llegó a un acuerdo sobre el que la ley sería finalmente elaborada, siendo finalmente aprobada por las Cortes Generales el 16 de agosto de 1841.

## Contenido
La ley consta de 26 artículos referentes a la organización política, administrativa y judicial de la provincia de Navarra, así como también referente al régimen fiscal, impositivo y de los bienes de la corona.
Con ella Navarra pasó a disponer un haz de facultades y prerrogativas económico-administrativas distinto al de las demás provincias de España. Dichas competencias, ejercidas por la Diputación Provincial de Navarra, le concedieron el carácter de provincia foral y a su diputación provincial de la denominación de Diputación Foral y Provincial de Navarra. 
Así, se estableció que la diputación provincial sería el órgano superior administrativo de la provincia, asignándole buena parte de las facultades que en el pasado habían ejercido el Consejo Real de Navarra y la Diputación del Reino de Navarra.
De manera especial, y a diferencia de las demás diputaciones provinciales, se le concedió un amplio margen de intervención y tutela sobre la actividad de los municipios y concejos de Navarra. Así mismo, como particularidad especial de la diputación navarra se estableció que al igual que la Diputación del Reino estaría compuesta por 7 miembros elegidos por las merindades históricas.
Por otro lado, la ley extendió a Navarra la planta de la administración judicial y militar, suprimiendo la figura preconstitucional del virrey, y disponiendo en su lugar en Pamplona un mando militar como en el resto de las provincias. Así mismo se designó a Pamplona como asiento de una audiencia territorial de justicia. En el ámbito judicial, sin embargo, pese a la implantación de la planta general, la ley confirmó la plena vigencia del derecho foral privado navarro.
La ley no introdujo novedad y mantuvo en Navarra el sistema tradicional de aprovechamiento de los bienes comunales, así como el de los montes y pastos propiedad de la Corona. Así mismo, se mantuvo la exención de que disfrutaba Navarra como reino de usar papel sellado. Por otro lado, pese a que extendió a Navarra en cambio el régimen de comercio del tabaco y de la sal, reconoció a la Diputación participación en él, así como de los aranceles recaudados en las aduanas navarras de la frontera hispano-francesa.
Como punto de especial relevancia, no se extendió a Navarra el régimen tributario del resto de España. En su lugar, se estableció un sistema por el que la provincia debía ingresar en las arcas públicas una cantidad global que sería la única suma con la que Navarra contribuiría a los gastos generales del Estado. Para el pago de esta cantidad, se dejaba a la Diputación un amplio margen de autonomía sobre cómo recaudar esa suma, no extendiéndose por ello entonces a Navarra el sistema de tributación con arreglo a la riqueza catastral. Tal disposición inauguró el sistema de convenios económicos que posteriormente el Amejoramiento del Fuero recogería y que actualmente permanece vigente.

## Controversias sobre la naturaleza de la ley
Durante el siglo XIX y aún el XX tanto desde ámbitos doctrinales como políticos se suscitó en diversas ocasiones la controversia sobre el verdadero carácter de la ley y la posibilidad que tenían o no las Cortes españolas de modificarla o derogarla sin el previo acuerdo con Navarra. Sintéticamente, se han desarrollado tres interpretaciones sobre el carácter de la ley. 
1. Se trata de una ley ordinaria, modificable por las Cortes como cualquier otra ley
2. La ley es resultado de un pacto entre la Diputación Provincial de Navarra y el Gobierno, por tanto inmodificable unilateralmente.
3. La ley fue formalizada por el poder legislativo como manifestación de su soberanía, pero sobre un proyecto negociado lo que le da una naturaleza especial.[11]

Para la primera corriente, la ley fue aprobada por las Cortes españolas como otra ley cualquiera, siendo por ello su carácter jurídico de ley ordinaria, por lo que las Cortes podían modificarla o derogarla como cualquier otra ley. Postura defendida ya en el siglo XIX por Cánovas del Castillo, y más modernamente por los profesores Eduardo García de Enterría, Tomás-Ramón Fernández y Antonio Martínez Tomás, así como por autores navarros como Rafael de Navascués, Pedro Larumbe o Demetrio Loperena.[cita requerida]
Según otra postura, a pesar de su carácter formal de ley, la de 1841 es en realidad un pacto o convenio inmodificable unilateralmente. Esta postura defiende que en 1841 Navarra tenía condición de Reino que negoció con la monarquía un acuerdo con prestaciones y contraprestaciones, por lo que la ley que contiene el acuerdo no puede ser alterada unilateralmente por una sola de las partes. Presidentes del gobierno español como Juan Prim y Práxedes Mateo Sagasta, ya en el siglo XIX defendieron esta postura, de la que también participaron José Alonso Ruiz de Conejares, ministro de Justicia navarro en 1841, Serafín Olave, Arturo Campión, Eladio Esparza, Rafael Aizpún, Tomás Rodríguez Garraza, Jaime Ignacio del Burgo y Víctor Manuel Arbeloa.[cita requerida]
Por último, un tercer sector de la doctrina defiende una postura intermedia, reconociendo que, si bien por una parte su carácter formal es de ley ordinaria y no hubo pacto previo entre las partes anterior a la propia ley, sino unas meras consultas bajo la forma de negociaciones, por otra sí hubo una voluntad política de convenir de manera transaccional la modificación de fueros. De esta opinión participaron Pablo Ilarregui y Fulgencio Barrena,[cita requerida] ambos negociadores comisionados por la Diputación de Navarra, y autores como Martín María Razquin Lizarraga o Ignacio Olábarri.[cita requerida]